# Burgtheater (Weimar)
Das Burgtheater in Weimar war ein Lichtspieltheater in der Jakobsvorstadt.

## Geschichte
Das Burgtheater entstand 1928 durch den Umbau eines 1890 errichteten Konzert- und Theatersaals (Residenztheater, Tivoli). Es befand sich im Haus Brühl 1.
Das Theater war das erste in Deutschland, das 1935 den Juden den Zugang offiziell verweigerte, ohne dass eine zentrale Anweisung dazu ergangen wäre.
Zum Theatergebäude gehörte eine Lichtreklame, die am Haus Untergraben 17 angebracht war. Das Gebäude des Burgtheaters wurde bei den Luftangriffen auf Weimar im Zweiten Weltkrieg zerstört.